# Temporada 2008 de GP2 Asia Series
La temporada 2008 de GP2 Asia Series es la primera temporada de esta competición, comenzó en Dubái el 25 de enero de 2008 y finalizó el 12 de abril de 2008 en el mismo escenario, Romain Grosjean ganó esta primera edición y ART Grand Prix se hizo con el campeonato de escuderías.

## Escuderías y pilotos
| Escudería                | N.º | Piloto               | Rondas |
| ------------------------ | --- | -------------------- | ------ |
| iSport International     | 1   | Karun Chandhok       | Todas  |
| iSport International     | 2   | Bruno Senna          | Todas  |
| ART Grand Prix           | 3   | Stephen Jelley       | Todas  |
| ART Grand Prix           | 4   | Romain Grosjean      | Todas  |
| Campos Grand Prix        | 5   | Vitali Petrov        | Todas  |
| Campos Grand Prix        | 6   | Diego Nunes          | 1      |
| Campos Grand Prix        | 6   | Ben Hanley           | 2–5    |
| Super Nova International | 7   | Christian Bakkerud   | Todas  |
| Super Nova International | 8   | Fairuz Fauzy         | Todas  |
| DAMS                     | 9   | Jérôme d'Ambrosio    | Todas  |
| DAMS                     | 10  | Kamui Kobayashi      | Todas  |
| Trust Team Arden         | 11  | Adam Khan            | 1–2    |
| Trust Team Arden         | 11  | Yelmer Buurman       | 3–5    |
| Trust Team Arden         | 12  | Sébastien Buemi      | Todas  |
| Durango                  | 14  | Alberto Valério      | Todas  |
| Durango                  | 15  | Davide Valsecchi     | Todas  |
| FMS International        | 16  | Adrián Vallés        | Todas  |
| FMS International        | 17  | Michael Herck        | 1–4    |
| FMS International        | 17  | Roldán Rodríguez     | 5      |
| Trident Racing           | 18  | Harald Schlegelmilch | Todas  |
| Trident Racing           | 19  | Ho-Pin Tung          | Todas  |
| Piquet Sports            | 20  | Marcello Puglisi     | Todas  |
| Piquet Sports            | 21  | Marco Bonanomi       | Todas  |
| David Price Racing       | 22  | Armaan Ebrahim       | Todas  |
| David Price Racing       | 23  | Andy Soucek          | 1      |
| David Price Racing       | 23  | Diego Nunes          | 2–5    |
| BCN Competición          | 24  | Miloš Pavlović       | Todas  |
| BCN Competición          | 25  | Jason Tahincioglu    | Todas  |
| Qi-Meritus Mahara        | 26  | Hiroki Yoshimoto     | Todas  |
| Qi-Meritus Mahara        | 27  | Luca Filippi         | Todas  |

## Calendario
| Ronda | Ronda | Circuito                         | País                   | Fecha         |
| ----- | ----- | -------------------------------- | ---------------------- | ------------- |
| 1     | CL    | Autódromo de Dubái               | Emiratos Árabes Unidos | 25 de enero   |
| 1     | CC    | Autódromo de Dubái               | Emiratos Árabes Unidos | 26 de enero   |
| 2     | CL    | Circuito Internacional de Sentul | Indonesia              | 16 de febrero |
| 2     | CC    | Circuito Internacional de Sentul | Indonesia              | 17 de febrero |
| 3     | CL    | Circuito Internacional de Sepang | Malasia                | 22 de marzo   |
| 3     | CC    | Circuito Internacional de Sepang | Malasia                | 23 de marzo   |
| 4     | CL    | Circuito Internacional de Baréin | Baréin                 | 5 de abril    |
| 4     | CC    | Circuito Internacional de Baréin | Baréin                 | 6 de abril    |
| 5     | CL    | Autódromo de Dubái               | Emiratos Árabes Unidos | 11 de abril   |
| 5     | CC    | Autódromo de Dubái               | Emiratos Árabes Unidos | 12 de abril   |

## Resultados

### Temporada
| Ronda | Ronda | Ronda        | Pole Position   | Vuelta rápida    | Piloto ganador  | Escudería ganadora | Resultados |
| ----- | ----- | ------------ | --------------- | ---------------- | --------------- | ------------------ | ---------- |
| 1     | L     | Dubái        | Romain Grosjean | Bruno Senna      | Romain Grosjean | ART Grand Prix     | Resultados |
| 1     | C     | Dubái        |                 | Romain Grosjean  | Romain Grosjean | ART Grand Prix     | Resultados |
| 2     | L     | Sentul       | Vitali Petrov   | Bruno Senna      | Sébastien Buemi | Trust Team Arden   | Resultados |
| 2     | C     | Sentul       |                 | Fairuz Fauzy     | Fairuz Fauzy    | Super Nova Racing  | Resultados |
| 3     | L     | Kuala Lumpur | Romain Grosjean | Romain Grosjean  | Vitali Petrov   | Campos Grand Prix  | Resultados |
| 3     | C     | Kuala Lumpur |                 | Bruno Senna      | Kamui Kobayashi | DAMS               | Resultados |
| 4     | L     | Sakhir       | Romain Grosjean | Romain Grosjean  | Romain Grosjean | ART Grand Prix     | Resultados |
| 4     | C     | Sakhir       |                 | Sébastien Buemi  | Kamui Kobayashi | DAMS               | Resultados |
| 5     | L     | Dubái        | Romain Grosjean | Romain Grosjean  | Romain Grosjean | ART Grand Prix     | Resultados |
| 5     | C     | Dubái        |                 | Davide Valsecchi | Marco Bonanomi  | Piquet Sports      | Resultados |

### Campeonato de Pilotos
| Pos. | Piloto               | DUB1 | DUB1 | SEN  | SEN | KUA | KUA | SAK | SAK | DUB2 | DUB2 | Puntos |
| ---- | -------------------- | ---- | ---- | ---- | --- | --- | --- | --- | --- | ---- | ---- | ------ |
| 1    | Romain Grosjean      | 1    | 1    | 4    | 4   | 9   | 2   | 1   | Ret | 1    | Ret  | 61     |
| 2    | Sébastien Buemi      | DSQ  | Ret  | 1    | 7   | Ret | Ret | 2   | 2   | 2    | 2    | 37     |
| 3    | Vitali Petrov        | Ret  | 9    | 5    | 3   | 1   | 3   | 10  | 3   | 4    | Ret  | 33     |
| 4    | Fairuz Fauzy         | 8    | 2    | 8    | 1   | 2   | 6   | Ret | Ret | 11   | 6    | 24     |
| 5    | Bruno Senna          | 2    | 19   | 7    | 2   | Ret | 8   | 4   | Ret | DSQ  | 11   | 23     |
| 6    | Kamui Kobayashi      | 13   | Ret  | Ret  | 15  | 5   | 1   | 3   | 1   | 20   | 14   | 22     |
| 7    | Adrián Vallés        | 4    | Ret  | 2    | 5   | Ret | 20  | 5   | Ret | Ret  | 10   | 19     |
| 8    | Davide Valsecchi     | 17   | 6    | Ret  | 19  | 4   | 4   | 6   | 6   | 14   | 4    | 17     |
| 9    | Yelmer Buurman       |      |      |      |     | 6   | 5   | 9   | 8   | 3    | 5    | 13     |
| 10   | Hiroki Yoshimoto     | 6    | 4    | Ret  | 20  | Ret | 10  | 12  | 4   | 5    | 13   | 13     |
| 11   | Jérôme d'Ambrosio    | 11   | 8    | Ret  | Ret | 3   | Ret | 11  | 12  | 7    | 3    | 12     |
| 12   | Marco Bonanomi       | 20   | 13   | Ret  | 8   | Ret | 15  | Ret | Ret | 6    | 1    | 9      |
| 13   | Karun Chandhok       | 7    | 3    | Ret  | 13  | Ret | 7   | 8   | Ret | Ret  | Ret  | 7      |
| 14   | Andy Soucek          | 3    | 7    |      |     |     |     |     |     |      |      | 6      |
| 15   | Ben Hanley           |      |      | 3    | 16  | Ret | 14  | Ret | 10  | Ret  | Ret  | 6      |
| 16   | Miloš Pavlović       | 10   | 14   | 6    | Ret | 7   | 12  | 19  | 15  | 8    | Ret  | 6      |
| 17   | Luca Filippi         | 5    | Ret  | DSQ‡ | 21  | Ret | Ret | Ret | 11  | 12   | Ret  | 4      |
| 18   | Harald Schlegelmilch | 14   | 18   | Ret  | Ret | 8   | Ret | 14  | 5   | 16   | 7    | 3      |
| 19   | Alberto Valerio      | 9    | 5    | Ret  | Ret | Ret | 17  | Ret | 17  | 13   | 15   | 2      |
| 20   | Diego Nunes          | 12   | DNS  | Ret  | 10  | 10  | 13  | 7   | Ret | 17   | 12   | 2      |
| 21   | Ho-Pin Tung          | 22   | 10   | Ret  | 6   | Ret | 16  | Ret | 7   | 10   | DSQ  | 1      |
| 22   | Jason Tahincioglu    | 19   | 16   | Ret  | 17  | 12  | Ret | 17  | 13  | 9    | 8    | 0      |
| 23   | Michael Herck        | Ret  | 17   | 9    | 12  | 11  | 11  | 15  | 14  |      |      | 0      |
| 24   | Stephen Jelley       | 15   | 12   | DSQ  | Ret | Ret | 18  | 16  | 9   | 18   | DNS  | 0      |
| 25   | Marcello Puglisi     | 16   | Ret  | Ret  | 18  | 13  | 9   | 18  | Ret | Ret  | Ret  | 0      |
| 26   | Armaan Ebrahim       | 21   | Ret  | Ret  | 9   | Ret | 19  | 13  | 16  | 19   | Ret  | 0      |
| 27   | Christian Bakkerud   | Ret  | 11   | Ret  | 14  | Ret | Ret | Ret | Ret | Ret  | 9    | 0      |
| 28   | Adam Khan            | 18   | 15   | Ret  | 11  |     |     |     |     |      |      | 0      |
| 29   | Roldán Rodríguez     |      |      |      |     |     |     |     |     | 15   | Ret  | 0      |
| Pos. | Piloto               | DUB1 | DUB1 | SEN  | SEN | KUA | KUA | SAK | SAK | DUB2 | DUB2 | Puntos |

| Color     | Resultado              |
| --------- | ---------------------- |
| Oro       | Ganador                |
| Plata     | 2.ª plaza              |
| Bronce    | 3.ª plaza              |
| Verde     | Finalizó en los puntos |
| Azul      | Finalizó sin puntos    |
| Azul      | NC - No clasificado    |
| Violeta   | Ret - No terminó       |
| Rojo      | DNQ - No se clasificó  |
| Negro     | DSQ - Descalificado    |
| Blanco    | DNS - No empezó        |
| Blanco    | WD - Retirado          |
| Blanco    | C - Carrera cancelada  |
| Sin color | DNP - No participó     |
| Sin color | INJ - Lesionado        |
| Sin color | EX - Excluido          |

| Estado  | Resultado |
| ------- | --- |
| Negrita | Pole position |
| Cursiva | Vuelta rápida puntuable, el piloto cumplió los requisitos para ser bonificado con uno o más puntos por lograr la vuelta rápida |
| †       | Abandona, pero clasifica al completar el porcentaje requerido para ello                                                        |

### Campeonato de Escuderías
| Pos. | Escudería            | N.º | DUB1 | DUB1 | SEN  | SEN | KUA | KUA | SAK | SAK | DUB2 | DUB2 | Puntos |
| ---- | -------------------- | --- | ---- | ---- | ---- | --- | --- | --- | --- | --- | ---- | ---- | ------ |
| 1    | ART Grand Prix       | 3   | 15   | 12   | DSQ  | Ret | Ret | 18  | 16  | 9   | 18   | DNS  | 61     |
| 1    | ART Grand Prix       | 4   | 1    | 1    | 4    | 4   | 9   | 2   | 1   | Ret | 1    | Ret  | 61     |
| 2    | Trust Team Arden     | 11  | 18   | 15   | Ret  | 11  | 6   | 5   | 9   | 8   | 3    | 5    | 50     |
| 2    | Trust Team Arden     | 12  | DSQ  | Ret  | 1    | 7   | Ret | Ret | 2   | 2   | 2    | 2    | 50     |
| 3    | Campos Grand Prix    | 5   | Ret  | 9    | 5    | 3   | 1   | 3   | 10  | 3   | 4    | Ret  | 39     |
| 3    | Campos Grand Prix    | 6   | 12   | DNS  | 3    | 16  | Ret | 14  | Ret | 10  | Ret  | Ret  | 39     |
| 4    | DAMS                 | 9   | 11   | 8    | Ret  | Ret | 3   | Ret | 11  | 12  | 7    | 3    | 34     |
| 4    | DAMS                 | 10  | 13   | Ret  | Ret  | 15  | 5   | 1   | 3   | 1   | 19   | 14   | 34     |
| 5    | iSport International | 1   | 7    | 3    | Ret  | 13  | Ret | 7   | 8   | Ret | Ret  | Ret  | 30     |
| 5    | iSport International | 2   | 2    | 19   | 7    | 2   | Ret | 8   | 4   | Ret | DSQ  | 11   | 30     |
| 6    | Super Nova Racing    | 7   | Ret  | 11   | Ret  | 14  | Ret | Ret | Ret | Ret | Ret  | 9    | 24     |
| 6    | Super Nova Racing    | 8   | 8    | 2    | 8    | 1   | 2   | 6   | Ret | Ret | 11   | 6    | 24     |
| 7    | FMS International    | 16  | 4    | Ret  | 2    | 5   | Ret | 20  | 5   | Ret | Ret  | 10   | 19     |
| 7    | FMS International    | 17  | Ret  | 17   | 9    | 12  | 11  | 11  | 15  | 14  | 15   | Ret  | 19     |
| 8    | Durango              | 14  | 9    | 5    | Ret  | Ret | Ret | 17  | Ret | 17  | 13   | 15   | 19     |
| 8    | Durango              | 15  | 17   | 6    | Ret  | 19  | 4   | 4   | 6   | 6   | 14   | 4    | 19     |
| 9    | Qi-Meritus Mahara    | 26  | 6    | 4    | Ret  | 20  | Ret | 10  | 12  | 4   | 5    | 13   | 17     |
| 9    | Qi-Meritus Mahara    | 27  | 5    | Ret  | DSQ‡ | 21  | Ret | Ret | Ret | 11  | 12   | Ret  | 17     |
| 10   | Piquet Sports        | 20  | 16   | Ret  | Ret  | 18  | 13  | 9   | 18  | Ret | Ret  | Ret  | 9      |
| 10   | Piquet Sports        | 21  | 20   | 13   | Ret  | 8   | Ret | 15  | Ret | Ret | 6    | 1    | 9      |
| 11   | David Price Racing   | 22  | 21   | Ret  | Ret  | 9   | Ret | 19  | 13  | 16  | 19   | Ret  | 8      |
| 11   | David Price Racing   | 23  | 3    | 7    | Ret  | 10  | 10  | 13  | 7   | Ret | 17   | 12   | 8      |
| 12   | BCN Competición      | 24  | 10   | 14   | 6    | Ret | 7   | 12  | 19  | 12  | 8    | Ret  | 6      |
| 12   | BCN Competición      | 25  | 19   | 16   | Ret  | 17  | 12  | Ret | 17  | 13  | 9    | 8    | 6      |
| 13   | Trident Racing       | 18  | 14   | 18   | Ret  | Ret | 8   | Ret | 14  | 5   | 16   | 7    | 4      |
| 13   | Trident Racing       | 19  | 22   | 10   | Ret  | 6   | Ret | 16  | Ret | 7   | 10   | DSQ  | 4      |
| Pos. | Escudería            | N.º | DUB1 | DUB1 | SEN  | SEN | KUA | KUA | SAK | SAK | DUB2 | DUB2 | Puntos |

| Color     | Resultado              |
| --------- | ---------------------- |
| Oro       | Ganador                |
| Plata     | 2.ª plaza              |
| Bronce    | 3.ª plaza              |
| Verde     | Finalizó en los puntos |
| Azul      | Finalizó sin puntos    |
| Azul      | NC - No clasificado    |
| Violeta   | Ret - No terminó       |
| Rojo      | DNQ - No se clasificó  |
| Negro     | DSQ - Descalificado    |
| Blanco    | DNS - No empezó        |
| Blanco    | WD - Retirado          |
| Blanco    | C - Carrera cancelada  |
| Sin color | DNP - No participó     |
| Sin color | INJ - Lesionado        |
| Sin color | EX - Excluido          |

| Estado  | Resultado |
| ------- | --- |
| Negrita | Pole position |
| Cursiva | Vuelta rápida puntuable, el piloto cumplió los requisitos para ser bonificado con uno o más puntos por lograr la vuelta rápida |
| †       | Abandona, pero clasifica al completar el porcentaje requerido para ello                                                        |